# Bande magnétique
Pour les articles homonymes, voir Bande.

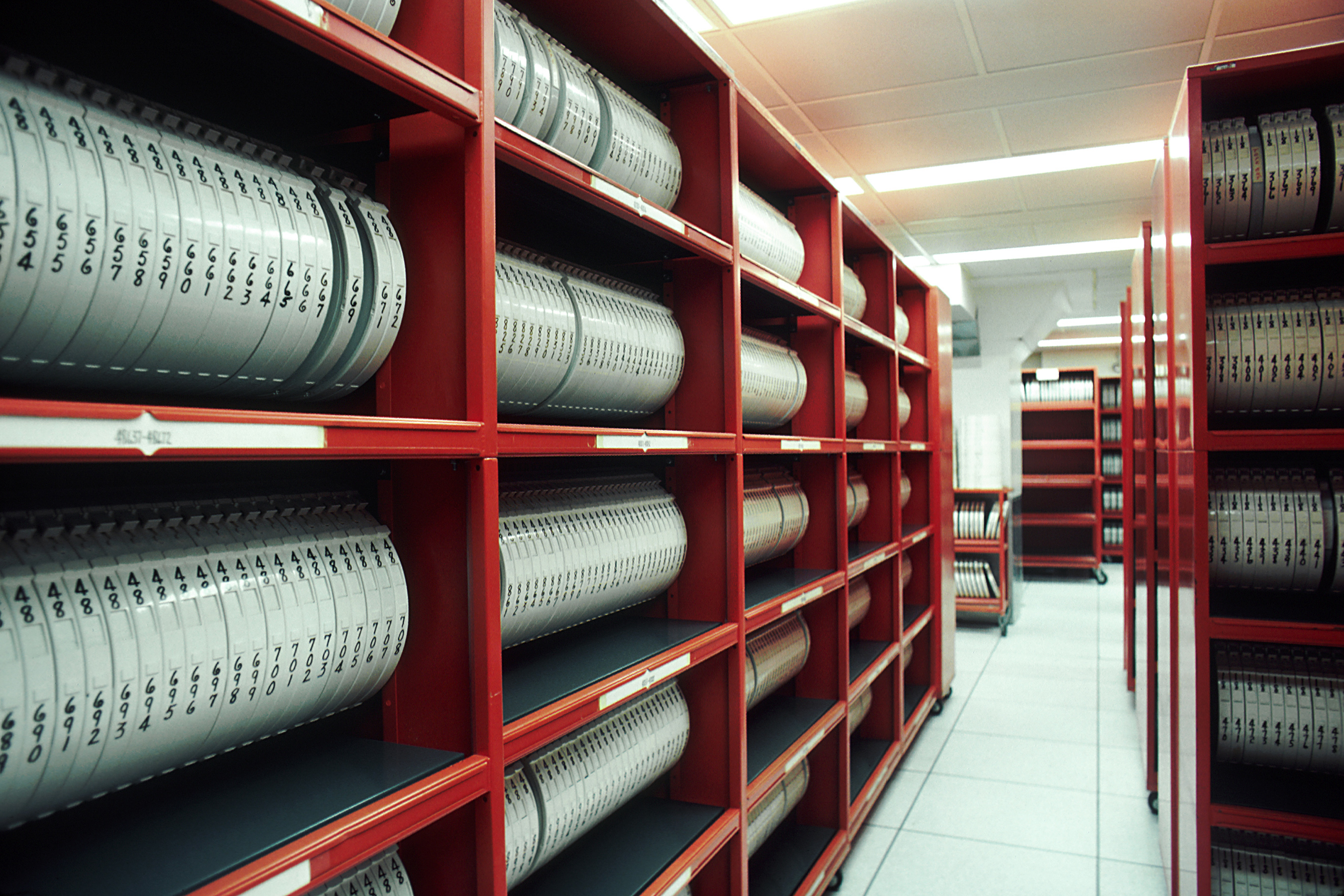
Bandes magnétiques dans une bandothèque.

La bande magnétique (ou ruban magnétique) est un ruban de film plastique enroulé sur une bobine, et dont une face est recouverte d'une fine couche de matériau magnétique. Elle permet l'enregistrement et la lecture d'informations analogiques ou numériques à l'aide d'un magnétophone (pour signal audio), d'un magnétoscope (pour signal vidéo) ou d’un enregistreur-lecteur de bandes magnétiques (pour données informatiques). On y lit les informations en mesurant l'aimantation de particules magnétiques (oxyde de fer) déposées sur une fine bande de film plastique souple. On y écrit en modifiant l'orientation de l'aimantation.
La bande magnétique a été développée en Allemagne en 1928 par Fritz Pfleumer et était alors destinée à l’enregistrement du son. Elle succède à l’enregistrement magnétique sur fil, inventé par Oberlin Smith en 1888 et l’ingénieur danois Valdemar Poulsen en 1898 et présenté pour la première fois à l’Exposition universelle de 1900 à Paris par ce dernier. Dans les années 1930, les ingénieurs allemands ont ainsi perfectionné la bande magnétique en acier. Dans les années 1940 est née la première bande magnétique en matière plastique.

## Utilisation
Selon sa largeur mais aussi le nombre de pistes qu’elle contient, une bande magnétique peut donner lieu à différents types d’utilisation.
| Largeur de bande | Nombre de pistes | Utilisation                                                                               |
| ---------------- | --- | ----------------------------------------------------------------------------------------- |
| 2 pouces         | 16/24 | Prise de son, mixage, disque, cinéma, radio et TV                                         |
| 1 pouce          | 8/16 | Prise de son, mixage, disque, cinéma, radio et TV                                         |
| ½ pouce          | 2, Master 4, Master 8 | Prise de son, disque Prise de son, disque Spectacle, sonorisation, maquettes              |
| 1/4 pouce        | Mono Master (pleine piste) Stéréo Master (inter-piste de 0,75 mm) Bi-pistes Master (inter-piste de 2 mm) Bi-pistes ou stéréo avec piste de synchronisation pour signal pilote ou code temporel (0,35 mm) 4 | Radio, cinéma, TV Radio, cinéma, TV, disque Radio, TV, sonorisation Amateur, grand-public |
| 16 mm perforée   | Mono et bi-pistes | Cinéma                                                                                    |
| 35 mm perforée   | Mono et multipistes | Cinéma                                                                                    |
| 3,81 mm          | 2/4 8 | Cassette compactée Maquettes                                                              |

### Audio

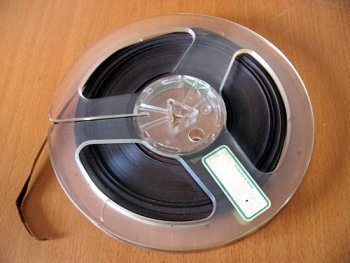
Une bande quart-pouce pour magnétophone.

La bande magnétique a tout d'abord été utilisée pour l'enregistrement du son.
Dans les années 1930–1940, en raison de la montée des tensions politiques, puis de la Seconde Guerre mondiale, les avancées technologiques concernant la bande magnétique ont été gardées secrètes. Les Alliés savaient, par la surveillance des émissions radio des nazis, que les Allemands disposaient d’une nouvelle forme de technologie d'enregistrement. Seulement, sa nature ne fut découverte que lorsque les Alliés reprirent l’Europe aux Allemands à la fin de la guerre. C’est ainsi seulement après la guerre que les Américains, notamment Jack Mullin, John Herbert Orr et Richard H. Ranger, ont pu rapporter cette technologie d’Allemagne et la développer pour la commercialiser. Une grande variété de formats d’enregistrement audio a été inventée depuis.
La bande magnétique a permis aux programmes radio, qui jusqu’alors étaient diffusés en direct, d’être enregistrés pour une diffusion ultérieure. En France, ses premières utilisations remontent aux années 1940–1950, dans les studios de la Radiodiffusion-télévision française (RTF) en remplacement des disques 78 tours. Il s'agissait ici d'enregistrements analogiques sur des magnétophones à bandes ¹⁄₄ pouce (Ampex, Studer, etc.).
Pour faciliter l'utilisation, les bandes ont été placées dans des cassettes. Celle qui a eu le plus grand succès est la musicassette de Philips.
Lors du développement de l'enregistrement numérique grand public, un nouveau format de cassette a été lancé : la Digital Audio Tape (DAT), où l'information numérique est enregistrée transversalement sur la bande à l'aide d'une tête rotative selon le même principe que dans les magnétoscopes.

### Vidéo

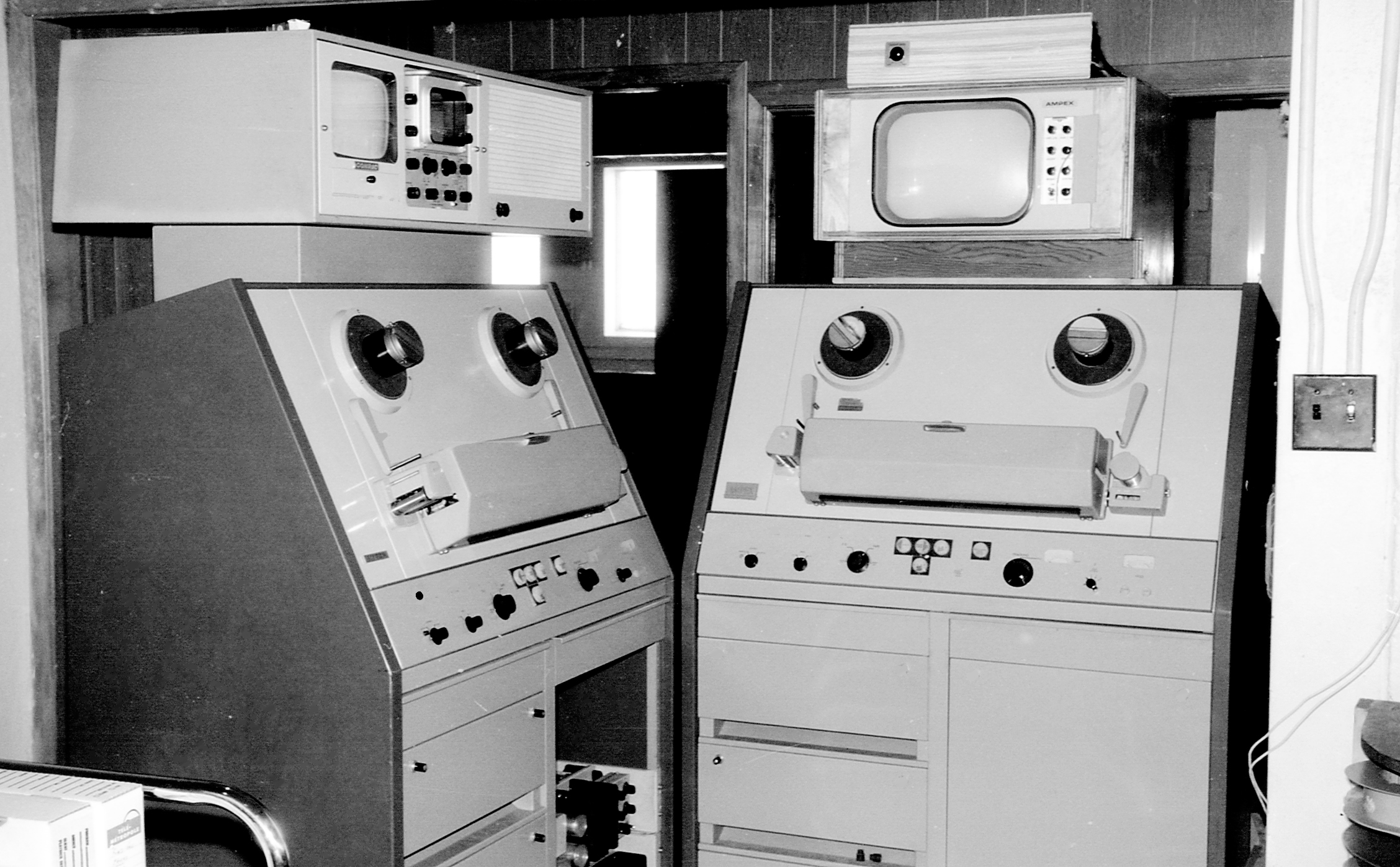
Ampex de 2 pouces.

Les premiers enregistreurs Ampex vidéo fonctionnaient avec des bobines ayant des rubans de 2 pouces de large. Seules les chaînes de télévision les utilisaient au début des années 1960. Une bobine d'une durée maximum de 1 h 30 pesait environ 16 kilogrammes (35 livres). Dans les années 1970 apparaissent des cassettes de 1 pouce puis de ³⁄₄ de pouce. Ceci permet une utilisation de plus en plus mobile avec les cassettes en formats U-matic (1978) et Betacam (1982).
Par la suite, les avancées de l'électronique grand public permirent le lancement, par plusieurs fabricants, de différents types de cassettes vidéo associées avec leur matériel enregistreur/lecteur, à destination des amateurs d'enregistrement vidéo :
- la V2000 de Philips, bonne qualité ou longue durée d'enregistrement, mais trop chère car trop complexe ;
- la Betamax de Sony, la meilleure qualité, un peu chère, mais très prisée des professionnels ;
- la VHS d'un consortium de fabricants japonais avec comme chef de file JVC, la moins performante mais de qualité suffisante pour les amateurs, la moins chère, a fini par devenir le standard des magnétoscopes de salon ;
- pour les caméscopes une version mini du VHS a été développée et a eu un certain succès ;
- Hi-8.

Tous ces systèmes ont pour support une bande magnétique, l'information qui y est stockée est analogique, elle est enregistrée en diagonale sur la bande à l'aide d'une tête rotative.
Il existe d'autres formats utilisant une bande magnétique et stockant la vidéo en numérique : le format Digital8, le mini DV (utilisé sur les caméras DV).
Voir Cinéma et vidéo amateurs.

### Stockage de données
Les bandes magnétiques ont été utilisées comme mémoires de masse dès les débuts de l'informatique. Dès les années 1950 le format des bandes devient rapidement standard : une bande mesurait au maximum 2 400 pieds de long (732 mètres) pour ½ pouce (12,7 mm) de large ; des bobines plus petites de 200 à 600 pieds ont aussi été produites. À l'origine, l'enregistrement s'effectuait sur sept pistes (six de données plus une pour la parité) à des densités de 556 ou 800 BPI, mais avec le développement des ordinateurs avec des jeux de caractères à huit bits (ex. : l'EBCDIC d'IBM), l'enregistrement est passé à neuf pistes (huit de données plus une pour la parité) et la densité pouvait être de 800 (NRZI : Non-Return-to-Zero Inverted), 1 650 (PE : Phase Encoded) ou 6 250 (GCR : Group Code Recording) BPI.
Malgré les progrès très importants réalisés en matière de techniques de stockage sur disques magnétiques ou optiques à la fin du XXe siècle, les bandes magnétiques restent un support privilégié de sauvegarde et d'archivage des données en raison de leur très grande capacité, de leur bon rapport qualité/prix et de leur caractère amovible qui permettent de les délocaliser aisément. Au XXIe siècle, elles sont ainsi utilisées dans les « fermes » de serveurs sur PC c’est-à-dire pour les grands sites web. Ceux-ci gèrent des volumes de données incomparablement plus importants que les plus grands des ordinateurs centraux d'antan. Les techniques d'archivage sur bande ont suivi cette même approche modulaire : chaque baie de stockage peut contenir une dizaine ou une vingtaine de bandes magnétiques et les baies peuvent se regrouper, par exemple par 8 ou 10, pour une capacité totale allant jusqu'à plusieurs dizaines de téraoctets. Les bibliothèques de bandes sont donc le moyen le plus accessible d'assurer la sauvegarde et l'archivage de toutes ces données.

## Fonctionnement

### Constitution des bandes magnétiques

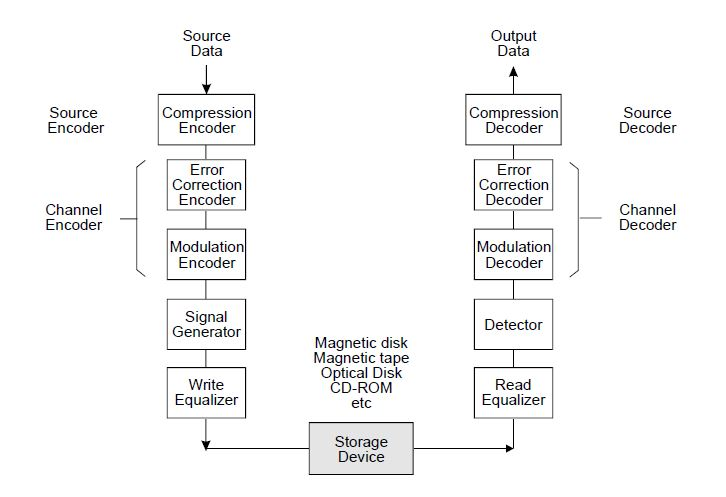
Chaîne de traitement du signal.

La bande magnétique est formée d’un support en plastique fin sur lequel on peut déposer, par exemple, une poudre d’oxyde ferrique (Fe2O3) mélangée à un liant de fixation ainsi qu’un lubrifiant sec. Cet oxyde ferrique est un matériau ferromagnétique, c’est-à-dire que sous l’application d’un champ magnétique, il devient aimanté de façon permanente (haute rémanence).
On utilise ainsi un électroaimant qui va pouvoir retranscrire des informations sur la bande ou bien les effacer par application d’un champ magnétique. Dans le cas d'un signal numérique, la bande est donc divisée en une multitude de parties codées sous le format NRZI ; bit à 0, le champ magnétique appliqué s'inverse et bit à 1, il reste constant.

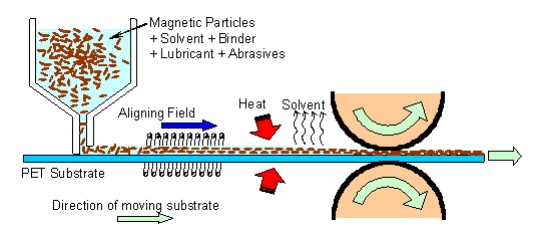
Traitement des bandes magnétiques.

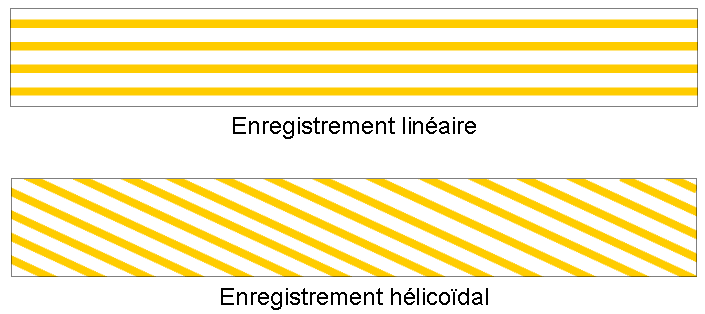
Pistes linéaires vs pistes hélicoïdales.

L'enregistrement est soit linéaire, c’est-à-dire que les pistes sont parallèles à la bande, soit hélicoïdal.
Les données ne sont pas stockées de façon contiguë du début à la fin de la bande. Elles sont stockées dans des blocs séparés par des « intervalles inter-enregistrements » (en anglais : inter-record gap, IRG). Ces intervalles permettent au lecteur de bande de s'arrêter avant de reprendre une lecture ou une écriture : il n'est pas possible d'arrêter le déroulement de la bande puis de le reprendre là où il s'était interrompu. Quand la lecture doit être interrompue, même momentanément (par exemple, lorsque la mémoire tampon est pleine), la bande est rembobinée jusqu'à l'IRG précédent. Parfois, on appelle la taille du bloc « facteur de blocage ». C'est à cause de cette organisation que les dérouleurs de bandes entraînent la bande suivant un mouvement saccadé, avec de longues lectures (vers l'avant), puis un bref arrêt, un court rembobinage, avant de reprendre la lecture.

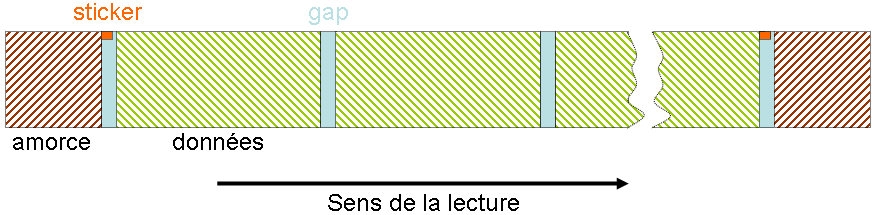
Format logique d'une bande magnétique.

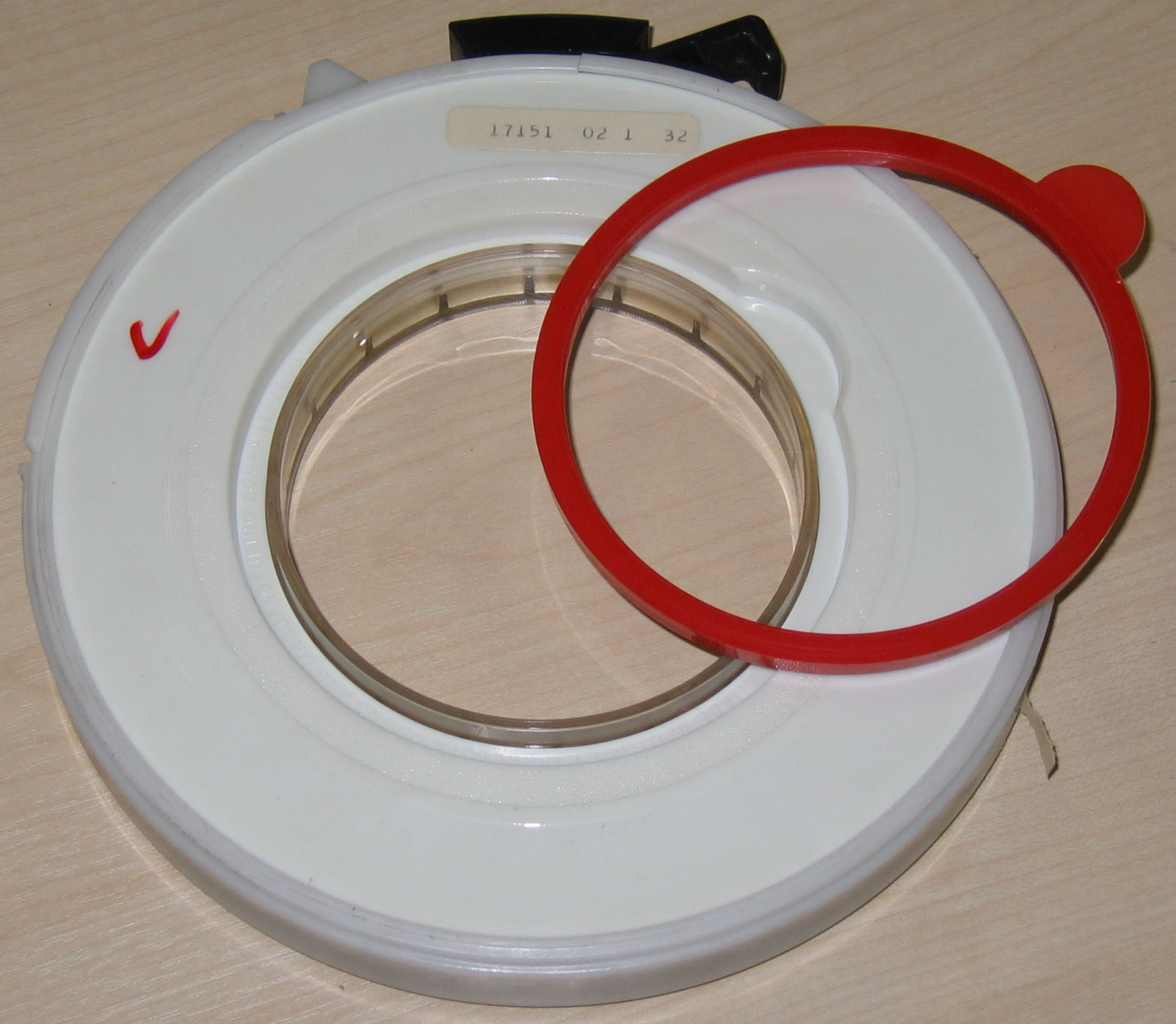
Le mécanisme de protection en écriture. L'anneau est retiré de la rainure à l'arrière de la bande.

Il est possible de lire les informations dans les deux sens, et cette faculté a été notamment utilisée dans les algorithmes de tri.
Comme pour tout support magnétique, il est possible de mettre le support en mode lecture seule. Sur une bande magnétique, ceci est accompli en retirant l'anneau de la rainure située à l'arrière de la bande.
Les premiers mètres de bande sont appelés l'« amorce ». L'amorce est terminée par une étiquette réfléchissante (appelée « sticker ») collée sur la bande. Un dispositif de détection photoélectrique sur le dérouleur de bandes détecte cette étiquette qui délimite le début de la zone de données et termine l'étape de « chargement » de la bande. Une seconde étiquette est positionnée à la fin de la bande, et marque la fin de la zone de données. Afin de distinguer les deux, le sticker de début de bande est situé sur la partie supérieure de la bande tandis que celui de fin de bande est situé sur la partie inférieure. Typiquement, quand celle-ci est détectée par le lecteur, il rembobine la bande automatiquement.

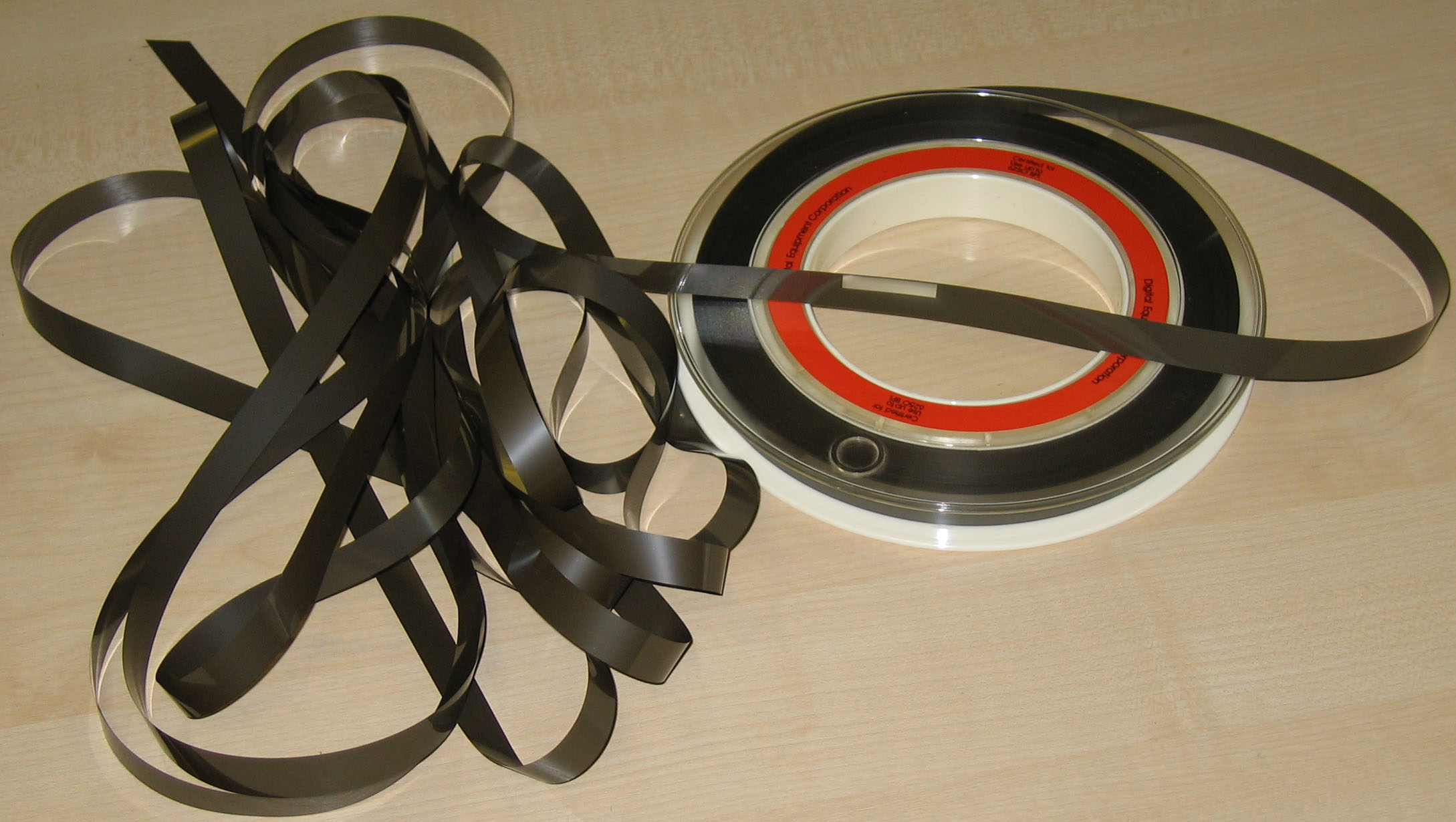
Le sticker de début de bande.

Ce système connaît plusieurs défauts : si l'étiquette de début est perdue, le lecteur va tout embobiner sur le second moyeu, pour s'arrêter quand l'étiquette de fin sera détectée, indiquant (à tort) qu'il est au début de la bande. Si on commande la lecture de la bande à ce moment-là, le lecteur va enrouler la totalité de la bande sur le second moyeu avant de produire une erreur. Le rembobinage de la bande sur son moyeu initial peut s'avérer une opération délicate. Parfois, seule l'étiquette de fin est perdue, et il faut en recoller une nouvelle et renouveler l'écriture des données, la dernière partie étant tronquée. Également, le sticker est collé le long d'un bord de la bande : il ne faut pas se tromper de bord si l'on doit en coller un nouveau, autrement il ne sera pas détecté.

### Têtes de lecture et d'écriture

#### Têtes inductives

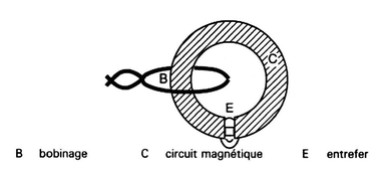
Principe d'une tête en anneau.

Les têtes inductives représentent la grande majorité des têtes magnétiques nécessaires à l’enregistrement magnétique. Une tête inductive en anneau est formée d'un circuit magnétique de forte perméabilité conduisant le flux créé par un bobinage électrique.

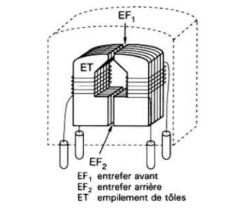
Tête audiophonique.

Le fonctionnement de la tête inductive est différent en fonction de son utilisation, à savoir l'écriture ou la lecture :
- mode écriture. La tête d'écriture est dite « inductive », c'est-à-dire qu'elle est capable d'engendrer un champ magnétique. C'est en aimantant la surface magnétique de la bande (seuls deux états suffisent car la bande magnétique ne stocke que des données binaires) que la tête est capable d'y inscrire des informations. Plus précisément, une discontinuité (entrefer) dans ce circuit magnétique engendre un champ de fuite (champ dans l’air) qui vient aimanter la bande et créer une zone magnétique durable ;
- mode lecture. Lorsqu'une zone magnétique de la bande passe à proximité de l'électroaimant, il se forme un courant électrique dans le bobinage. Ce courant est ainsi détecté et permet de savoir quelles sont les informations enregistrées sur cette bande.

Exemple de réalisation : tête audiophonique. Ces têtes, très bon marché, sont généralement réalisées par empilement de tôles en fer doux pour réduire les courants induits dans le milieu magnétique (courants de Foucault). La résolution est faible (entrefer de 2 à 10 µm), la masse de cuivre du bobinage est très importante pour permettre la reproduction des basses fréquences.

#### Têtes actives

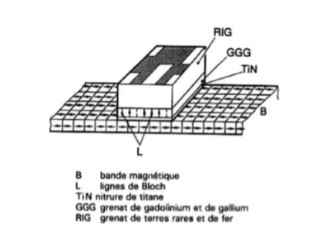
Transducteur magnéto-optique.

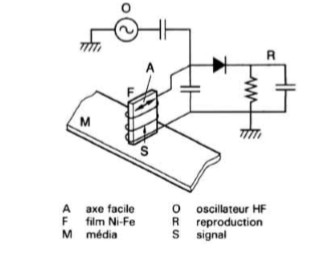
Tête à induction haute fréquence.

Les têtes de lecture dites actives utilisent une énergie de signal provenant d’une autre source que la bande magnétique qui peut être optique ou électrique, cette énergie est modifiée par le champ magnétique induit par la bande. Les têtes actives sont sensibles à la composante continue du champ et il y a une fréquence de lecture en dessous de laquelle les têtes actives sont plus sensibles que les têtes inductives.
Il existe différents types de tête. Un premier type est basé sur l’utilisation d’un semi-conducteur comme détecteur, et sur l'effet Hall : un capteur à effet Hall délivre une tension qui est proportionnelle au champ qui le traverse.
Les têtes magnéto-optiques utilisent des transducteurs magnéto-optique qui permettent de reproduire en deux dimensions la répartition du champ magnétique sur un support magnétique. Cette technologie se base sur la rotation du plan de polarisation de la lumière, appelée rotation Faraday. Il y a modification de la polarisation lorsque l’onde électromagnétique est en contact avec un matériau plongé dans un champ magnétique.
Des têtes à induction haute fréquence sont aussi utilisées. La réponse d’un matériau ferromagnétique à un champ magnétique est une induction fortement non-linéaire. L’avantage de ce type de technologie est qu’il s’oppose faiblement au passage du flux magnétique du circuit détecteur, ce qui permet de l’intégrer à une tête d’enregistrement.

## Durée de vie et conservation des supports magnétiques
La durée de vie des données sur une bande ½ pouce est de l'ordre de 10 à 20 ans. Selon les conditions de conservation (température et humidité), leur durée de vie peut atteindre 30 ans.
À travers le temps, les bandes magnétiques fabriquées entre 1970 et 1980 peuvent subir un type de détérioration appelé « syndrome sticky-shed ». Il est provoqué par l'hydrolyse du liant de la bande et peut rendre la bande inutilisable.